# マヨルカ島の鉄道網

地中海西部におけるマヨルカ島の位置

マヨルカ島の鉄道網では、スペイン・バレアレス諸島州に属するバレアレス諸島マヨルカ島の鉄道網について述べる。

## 特徴

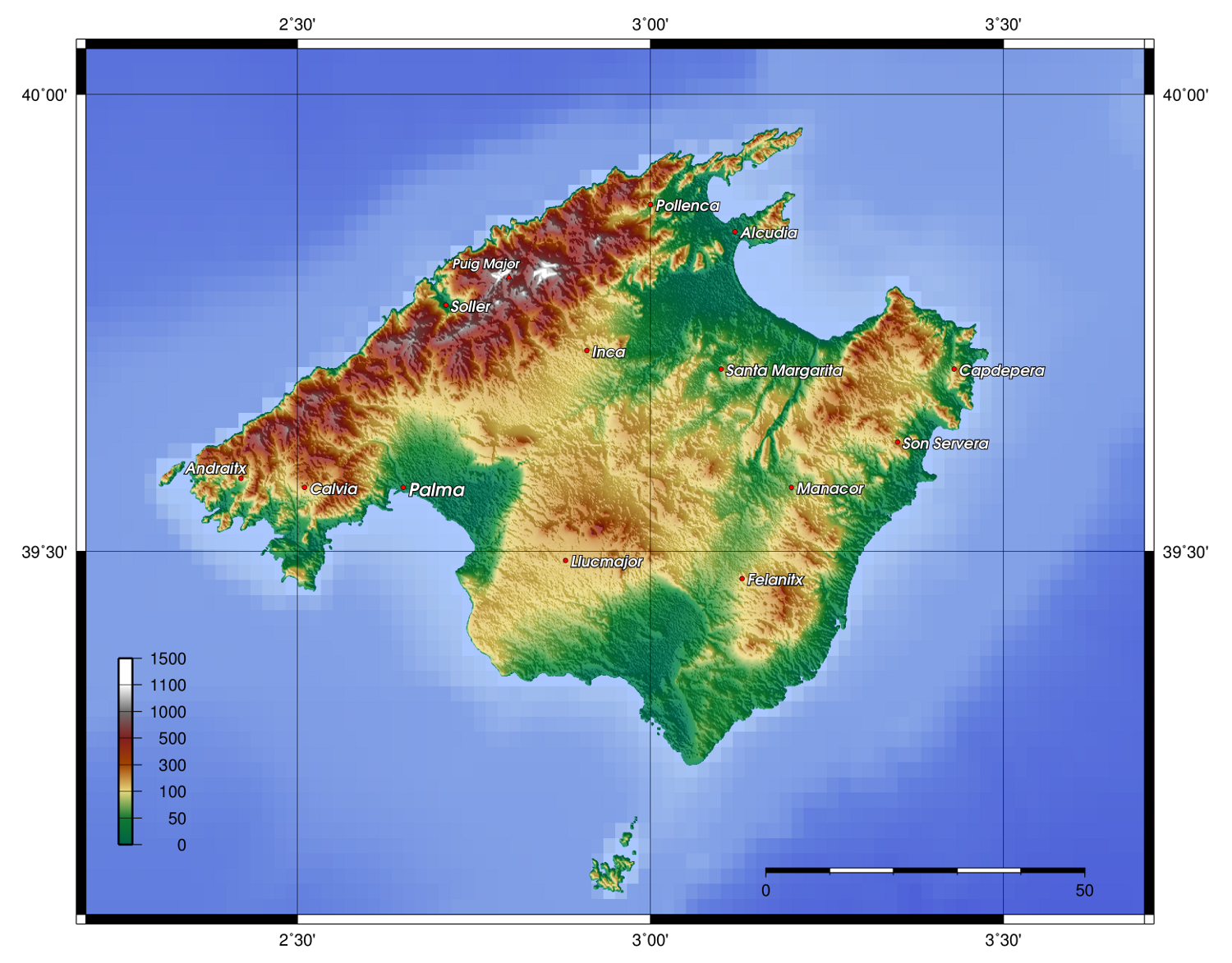
マヨルカ島の地勢

マヨルカ島は地中海西部のバレアレス海に浮かぶ島であり、日本の沖縄本島の約3倍の3,640.11km2の面積、沖縄本島の約60%の869,000人（2012年）の人口を持つ。島の西端にあるマヨルカ島の主都パルマから、パルマ・メトロ、マヨルカ鉄道、ソーリェル鉄道の路線が放射状に伸びている。郊外線1号線とパルマ・メトロはスペイン広場駅を起点としており、パルマ・メトロは2007年に開業した。スペイン広場駅からは都市間バスネットワークも整備されている。マヨルカ島内のすべての路線の軌間は当初914mmだったが、今日では914mmの軌間を維持するソーリェル鉄道を除いて、1000 mmに改軌されている。
パルマ・メトロはスペインの島嶼部唯一の地下鉄であり、マヨルカ鉄道やソーリェル鉄道はスペインの島嶼部唯一の近郊鉄道である。スペインにはバレアレス諸島とカナリア諸島を中心として数多くの島があり、バレアレス諸島のマヨルカ島、カナリア諸島のグラン・カナリア島とテネリフェ島はいずれも80-90万人の人口を有する。テネリフェ島のサンタ・クルス・デ・テネリフェ近郊ではテネリフェ・トラム（路面電車）が運行されているが、テネリフェ島では近郊鉄道や地下鉄は運行されておらず、グラン・カナリア島にはいかなる鉄道路線も存在しない。バレアレス諸島のメノルカ島やイビサ島にも鉄道路線は存在しない。

## 沿革

### 路線網の完成

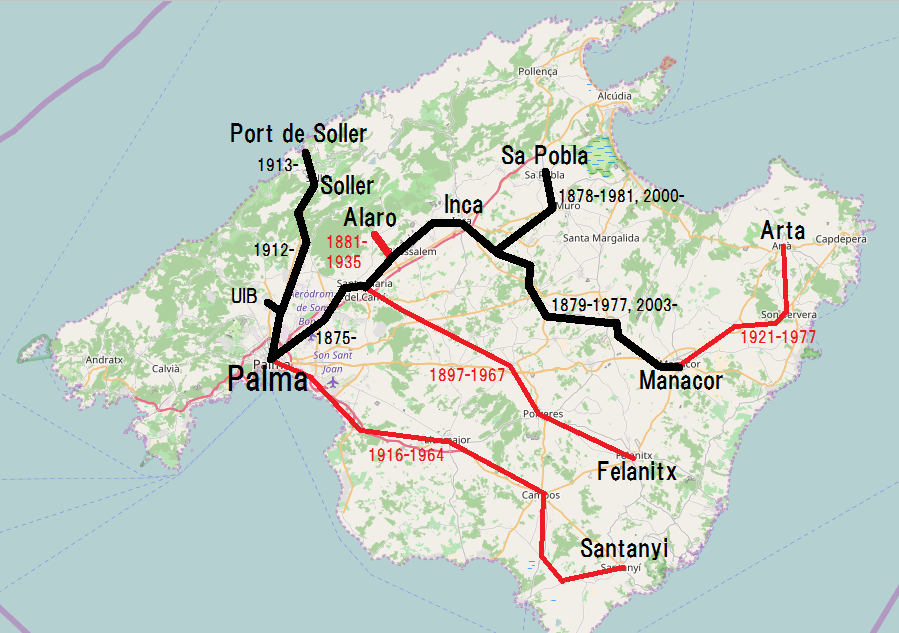
マヨルカ島の鉄道網（黒:運行中、赤:廃止）

1875年にはマヨルカ島の主都パルマと中央部の中心地インカを結ぶ路線（本線）が開業した。1878年にはインカと北部のサ・ポブラを結ぶ路線が開業し、1879年にはインカから分岐して東部のマナコールに至るマナコール線が開業した。
1881年には本線上にあるクンセイからトラムンターナ山脈麓にあるアラローを結ぶアラロー鉄道が開業。1897年には本線上のサンタ・マリーア・デル・カミから分岐し、東部のファラニチュに至るファラニチュ線が開業した。1911年にはパルマからトラムンターナ山脈を超えて北西岸のソーリェルを結ぶソーリェル鉄道が開業し、1913年にはソーリェルとポルト・デ・ソーリェルを結ぶ路面電車が開業した。
1916年10月6日にはパルマからリュグマジョーまでの路線が開業し、1917年2月28日にはこのサンタニー線が南東岸のサンタニーまで全通した。ファラニチュ線とサンタニー線は約10km離れてほぼ並行に走っている。1921年にはマナコール線がマヨルカ島北東端のアルターまで延伸された。
1923年にはアラロー近郊にある鉱山の一部が閉鎖され、また道路事情が改善したこともあって、路面電車の形態で運行されていたアラロー鉄道は1935年に廃止された。

### 相次ぐ廃線と運行再開

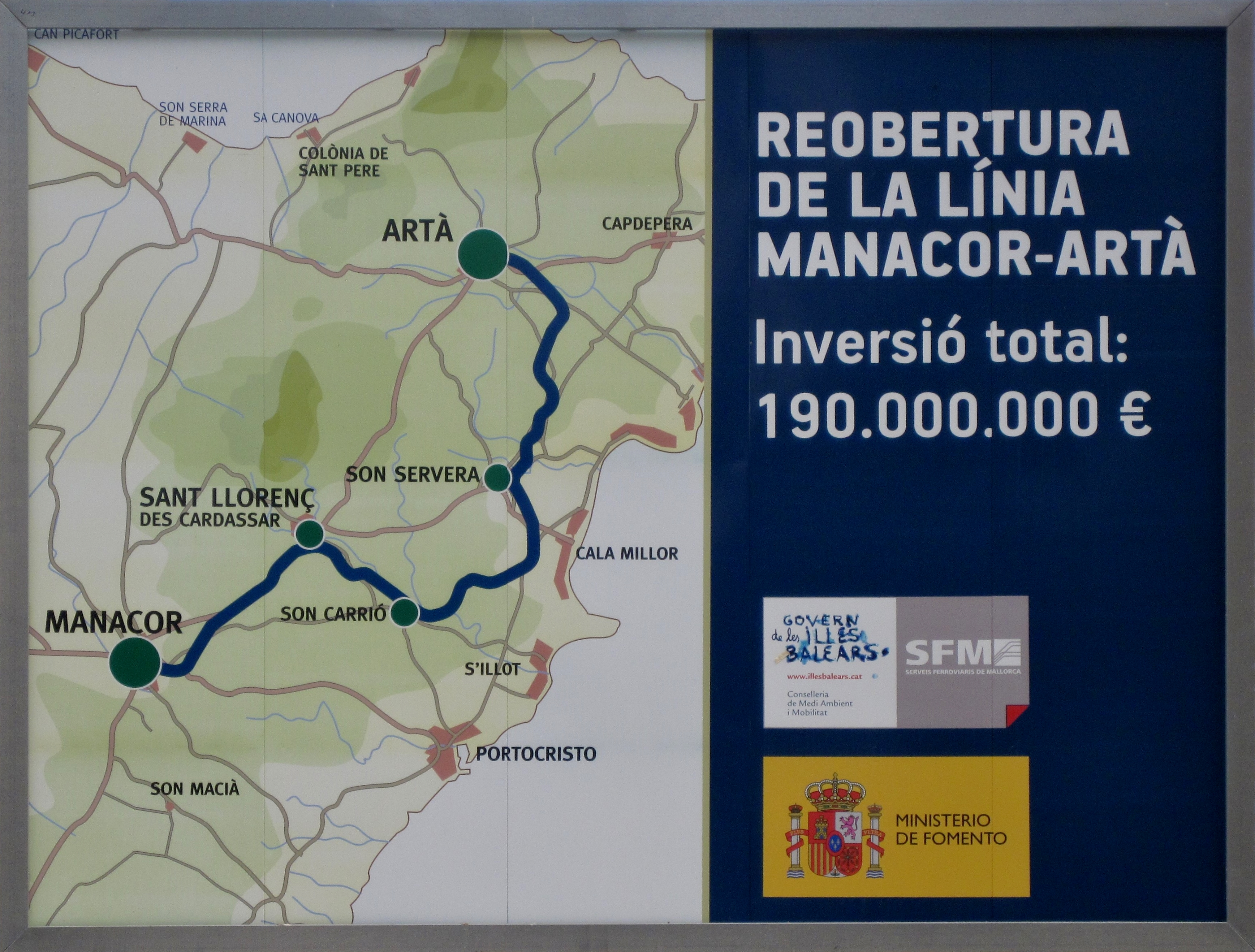
運行再開に向けた運動が続けられているアルター線

第二次世界大戦後にモータリゼーションが進行した結果、マヨルカ島の鉄道路線は相次いで廃線となった。1964年にはサンタニー線が廃線となり、1967年にはファラニチュ線が廃線となった。1977年にはアルター線が廃線となり、1978年にはサ・ポブラ線も廃線となった。この結果、公営のスペイン狭軌鉄道(FEVE)が管理する路線はパルマとインカを結ぶ本線のみとなった。
1983年にはバレアレス諸島自治州が発足。1994年にはバレアレス諸島鉄道サービスがスペイン狭軌鉄道から本線の運営を移管され、州営のマヨルカ鉄道が発足した。バレアレス諸島鉄道サービスは廃線となっていた2路線の復活を試み、再開業にこぎつけた。具体的には、2000年にはサ・ポブラ線が約19年ぶりに開業、2003年にはマナコール線が約26年ぶりに開業した。

### 地下鉄の建設
バレアレス諸島鉄道サービスはパルマ・デ・マヨルカ都市圏で地下鉄の建設を行い、2007年にはスペイン広場駅からバレアレス諸島大学駅までのM1号線が開業した。2013年には既存の線路を活用して、スペイン広場駅からマラチ駅までのM2号線が開業した。

## 路線

### 運行中の路線
| 運営 | 形態             | 名称               | 路線名                 | 起点               | 終点               | 開業年 | 廃止年 | 再開業 |
| ---- | ---------------- | ------------------ | ---------------------- | ------------------ | ------------------ | ------ | ------ | ------ |
| 州営 | 地下鉄           | パルマ・メトロ     | M1号線                 | パルマ内で完結     | パルマ内で完結     | 2007年 |        |        |
| 州営 | 地下鉄           | パルマ・メトロ     | M2号線                 | パルマ             | マラチ             | 2013年 |        |        |
| 州営 | インターアーバン | マヨルカ鉄道       | 1号線 （本線）         | パルマ             | インカ             | 1875年 |        |        |
| 州営 | インターアーバン | マヨルカ鉄道       | 2号線 （サ・ポブラ線） | インカ             | サ・ポブラ         | 1878年 | 1981年 | 2000年 |
| 州営 | インターアーバン | マヨルカ鉄道       | 3号線 （マナコール線） | インカ             | マナコール         | 1879年 | 1977年 | 2003年 |
| 民営 | 観光鉄道         | ソーリェル鉄道     |                        | パルマ             | ソーリェル         | 1912年 |        |        |
| 民営 | 路面電車         | ソーリェル路面電車 |                        | ソーリェル内で完結 | ソーリェル内で完結 | 1913年 |        |        |

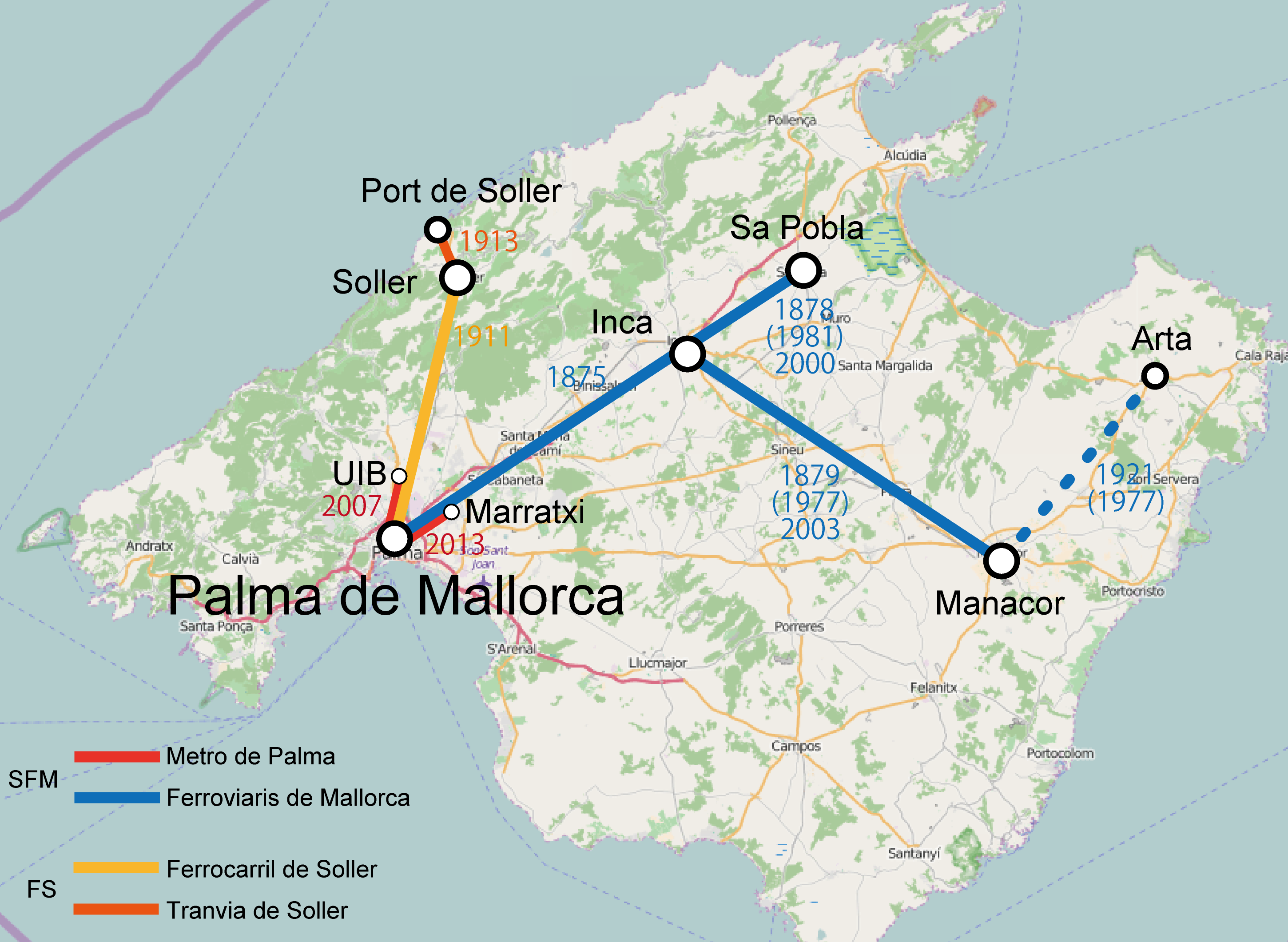
現在の鉄道網

パルマ・メトロとマヨルカ鉄道はバレアレス諸島州政府から運行を委託されたバレアレス諸島交通(Transport de les Illes Balears)によって運行されている。

#### パルマ・メトロ

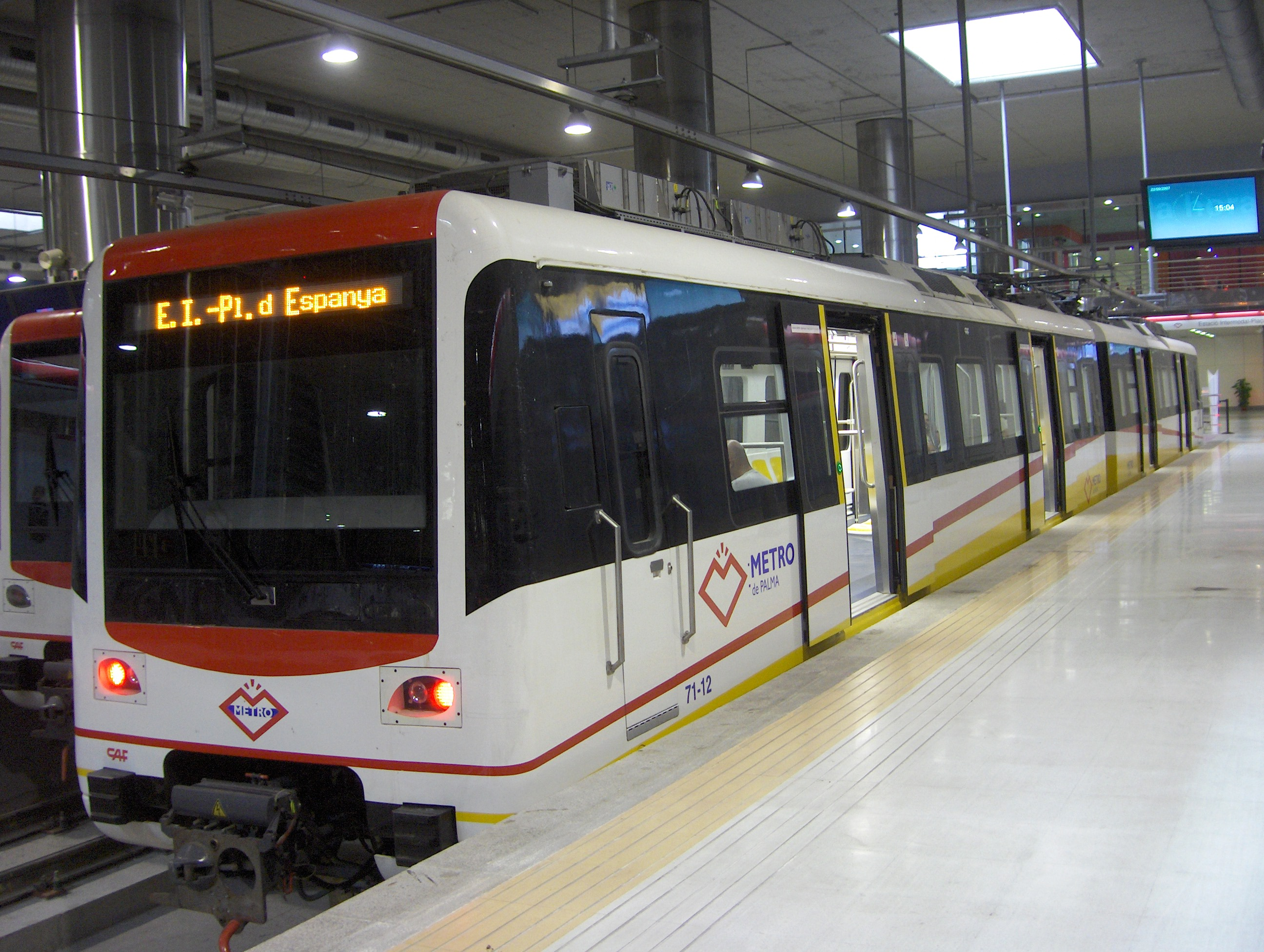
パルマ・メトロの車両

2004年11月にはパルマ・メトロの建設が提案され、2005年1月にパルマ・スペイン広場駅とバレアレス諸島大学駅を結ぶM1号線の建設が開始された。建設費は3億1,200万ユーロである。路線長は8.3kmであり、ソン・サルディーナ駅など2.6kmの区間以外は地下区間、その平均深度は8.3mである。スペイン広場駅からソン・コスタ/ソン・フォルテサ駅までの区間は、パルマ・メトロ（複線）とマヨルカ鉄道本線（複線）の線路が並列して複々線のようになっている。度重なる洪水の影響で2007年9月24日にはM1号線の運行を休止したが、2008年7月28日に運行を再開した。2013年3月13日にはスペイン広場駅とマラチ駅を結ぶM2号線が開業した。
M1号線の起点はスペイン広場駅、終点はバレアレス諸島大学駅であり、7つの中間駅を持つ。M2号線の起点はスペイン広場駅、終点はマラチ駅である。M1号線とM2号線が集まるスペイン広場駅ではマヨルカ鉄道との乗り換えが可能である。スペイン広場からM1号線と線路を共有した後にM1号線と離れ、パルマ郊外のマラチにあるマラチ駅までの間に7つの中間駅を持つ。大まかには6時30分から22時まで運行され、日中は15分間隔、早朝・深夜・日曜日は30分間隔である。

#### マヨルカ鉄道（線）

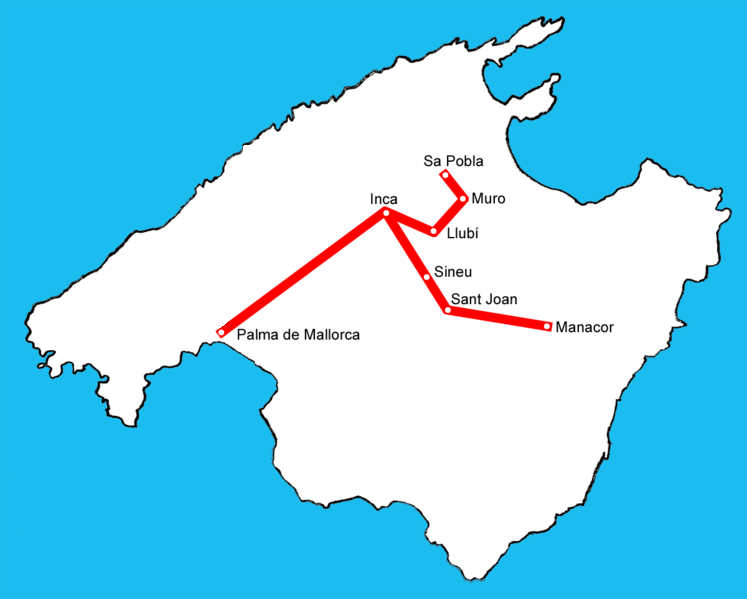
マヨルカ鉄道の路線

マヨルカ鉄道はパルマとインカ、サ・ポブラ、マナコールの各都市を結ぶ郊外路線である。パルマ・スペイン広場駅の5番線から10番線がマヨルカ鉄道に割り当てられている。かつてのスペイン広場駅は地上駅だったが、今日では地下化されており、地上部の駅跡は公園となっている。庭園にはかつての鉄道施設がいくつか残っており、スペイン広場の脇には旧駅舎も残っている。
ソン・コスタ/ソン・フルテサ駅までは地下区間であり、この駅を過ぎると線路が地上に出る。アル・カウルス駅からインカ駅までの区間では北側に美しいトラムンターナ山脈の山並みを見ることができる。
パルマからインカまでの1号線は複線であり、インカからマナコールまでの2号線とインカからサ・ポブラまでの3号線は単線である。ただし輸送能力を強化するために、インカの先にある2号線と3号線の分岐点までの5kmの区間も複線となっている。2号線はインカとマナコールの中間にあるシネウ駅とペトラに列車交換設備があるが、2号線より短い3号線には交換設備が存在しない。

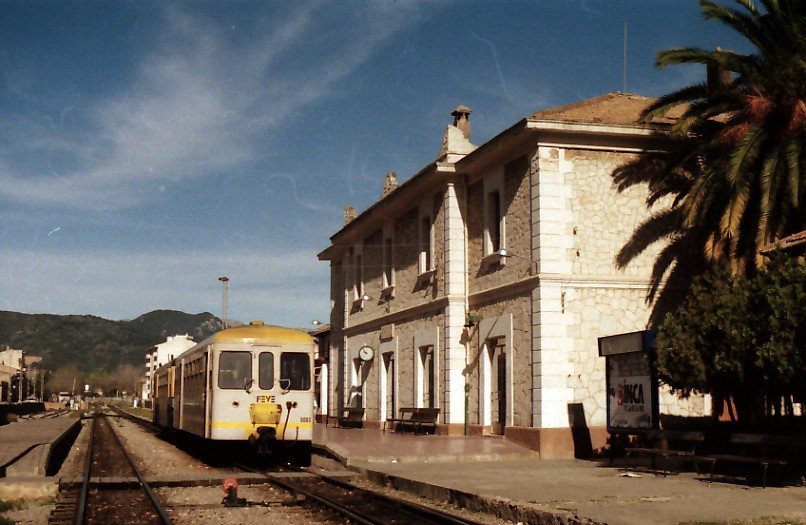
1990年のインカ駅と気動車

5時45分から23時20分までは、スペイン広場駅からインカまでの区間（1号線）は3本/1時間の頻度で運行され、インカからマナコールまでの区間（2号線）、インカからサ・ポブラまでの区間（3号線）は2本/1時間の頻度で運行される。
2013年の月曜日から土曜日には、スペイン広場駅を出たマナコール行きの列車は、マラチを過ぎるとノンストップで（インカなどに停車せずに）マナコールに向かう。同年の日曜日と祝日には、マナコール行きもサ・ポブラ行きも全駅に停車する。2014年には、パルマとエンリャック間を4両編成の電動車が2本/1時間の頻度で走り、サ・ポブラやマナコールまで運行するために、インカで2両編成のディーゼル車が連結された。ラッシュアワーには急行列車も運行された。
2013年には2号線をマナコールからアルターに延伸する土木工事が開始された。マナコール駅を出るとサン・リュレンス・ダス・カルダサーとソン・セルベラを通ってアルターに至る。2014年5月までに3号線をサ・ポブラからアルクーディアに延伸させる計画も提案されたが、3号線の延伸計画は承認されていない。

#### ソーリェル鉄道（企業）

ソーリェル鉄道の木製の列車

民間企業のソーリェル鉄道は、1912年からソーリェル鉄道線を、1913年からソーリェル路面電車を運行している。
ソーリェル鉄道が通じるまで、ソーリェルからパルマを訪れるには馬車でソーリェル峠を越える必要があった。1893年に行われた鉄道建設の要請は却下されたが、1904年の提案は承認され、1907年6月3日にソーリェルとパルマの両方から建設工事が開始された。1912年4月16日にソーリェル鉄道の開通式が行われたが、タイタニック号が北大西洋に沈んだのはソーリェル鉄道開通の前日だった。1913年10月4日にはソーリェル市街地とポルト・デ・ソーリェルを結ぶ4,868mのソーリェル路面電車が開業した。この路面電車は旅客用として建設されたが、新鮮な魚や石炭なども運搬された。1929年7月14日にはソーリェル鉄道が電化された。
ソーリェル鉄道の軌間は914mmであり、路線長は27.3kmである。トラムンターナ山脈を隔てた位置にあるパルマとソーリェルを結んでおり、その間には13本のトンネルがある。主にオレンジやレモンなどの柑橘類を運ぶために建設されたため、オレンジ・エクスプレスと呼ばれることもある。観光路線でもあり、片道の料金は15ユーロ、往復の料金は21ユーロである。スペイン広場のすぐ脇にあるパルマ駅は茶色のレンガ造の建物である。

### かつて存在した路線
| 運営 | 形態             | 名称           | 起点             | 終点         | 開業年 | 廃止年 |
| ---- | ---------------- | -------------- | ---------------- | ------------ | ------ | ------ |
| 民間 | 路面電車         | アラロー鉄道   | クンセイ         | アラロー     | 1881年 | 1935年 |
| 公営 | インターアーバン | ファラニチュ線 | サンタ・マリーア | ファラニチュ | 1897年 | 1967年 |
| 公営 | インターアーバン | サンタニー線   | パルマ           | サンタニー   | 1916年 | 1964年 |
| 公営 | インターアーバン | アルター線     | マナコール       | アルター     | 1921年 | 1977年 |

#### 廃止された駅

##### アラロー鉄道
| 距離  | 画像 | 駅名           | 自治体   | 備考                                          |
| ----- | ---- | -------------- | -------- | --------------------------------------------- |
| 0.0km |      | クンセイ停留所 | クンセイ | 起点。マヨルカ鉄道のアラロー＝クンセイ駅。    |
|       |      | アラロー停留所 | アラロー | 終点。クンセイからアラローまでの距離は約7km。 |

##### ファラニチュ線
| 距離  | 画像 | 駅名                           | 自治体                       | 備考                                       |
| ----- | ---- | ------------------------------ | ---------------------------- | ------------------------------------------ |
| 0.0km |      | サンタ・マリーア・デル・カミ駅 | サンタ・マリーア・デル・カミ | 起点。マヨルカ鉄道の駅でもある。           |
|       |      | サンタ・アウヘニア駅           | サンタ・アウヘニア           |                                            |
|       |      | アルガイダ駅                   | アルガイダ                   |                                            |
|       |      | ムントゥイリ駅                 | ムントゥイリ                 |                                            |
|       |      | カンテラス駅                   | プラレス                     | 近くに集落はなく、石切り場の近くにあった。 |
|       |      | プラレス駅                     | プラレス                     |                                            |
|       |      | ファラニチュ駅                 | ファラニチュ                 | 終点。                                     |

##### サンタニー線
| 距離   | 画像 | 駅名                         | 自治体           | 備考                                            |
| ------ | ---- | ---------------------------- | ---------------- | ----------------------------------------------- |
| 0.0km  |      | 駅名不明                     | パルマ           | 起点。                                          |
| 5.7km  |      | コイ・ダン・ラバッサ駅       | パルマ           |                                                 |
| 14.6km |      | エル・アレナル駅             | リュグマジョー   |                                                 |
| 30.7km |      | リュグマジョー駅             | リュグマジョー   | 開業から約5か月間はサンタニー線の終着駅だった。 |
| 43.9km |      | カンポス駅                   | カンポス         |                                                 |
| 52.7km |      | バニョス・デ・サン・フアン駅 | カンポス         |                                                 |
| 不明   |      | セス・サリーナス駅           | セス・サリーナス |                                                 |
| 61.5km |      | サンタニー駅                 | サンタニー       | 終点。                                          |

##### アルター線
| 距離  | 画像 | 駅名               | 自治体                             | 備考                                                                                  |
| ----- | ---- | ------------------ | ---------------------------------- | ------------------------------------------------------------------------------------- |
| 0.0km |      | マナコール駅       | マナコール                         | 起点。                                                                                |
|       |      | サン・リュレンス駅 | サン・リュレンス・ダス・カルダサー | マナコールからサン・リュレンスまでの距離は約9km。                                     |
|       |      | サン・ミゲル駅     | サン・リュレンス・ダス・カルダサー | ソン・カリオー地区にあった。サン・リュレンスからソン・カリオー地区までの距離は約5km。 |
|       |      | ソン・サルベーラ駅 | ソン・サルベーラ                   | ソン・カリオー地区からソン・サルベーラまでの距離は約8km。                             |
|       |      | アルター駅         | アルター                           | 終点。ソン・サルベーラからアルターまでの距離は約9km。                                 |